# Шахтний транспорт

Шахтний локомотив і вагонетки. Експодонбас. Вугілля/Майнінг, 2012 р.

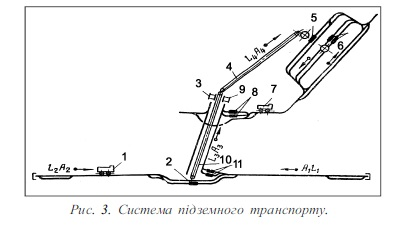

Шахтний транспорт (англ. mine transport, нім. Grubenförderung f, Grubentransport m) — комплекс споруд і пристроїв, призначений для прийому й переміщення різних вантажів і людей на підземних гірничодобувних підприємствах. 

## Історія
До перших десятиліть ХХ ст. вугілля біля вибою завантажували в дерев'яні ящики, що розміщувались на полозах санок. Для цього використовували навальну лопату-грабарку (у формі ковша), великі грудки вантажили руками. Вивезення вугілля від вибою до рейкової колії (на відкотний штрек) здійснювали робітники-саночники, які «впрягалися» у лямки або ланцюги са¬нок і транспортували вантаж вагою до 150 кг. Іноді цю працю виконували підлітки, які пересувалися рачки — спираючись на долоні й коліна.
На відкотному штреку вугілля перевантажували у вагонетки (по 30 — 35 пудів) і по рейках вручну відкочували їх до підйомної кліті. На деяких шахтах була відкатка кіньми, яких запрягали у потяг з вагонеток. Для цього в шахті під землею тримали стайню. Кінь, якого спускали в шахту, залишався там на все життя, швидко втрачав зір і пристосовувався до неприродного, зовсім «не кінського» існування. Підйом кліті з вагонетками здійснювали за допомогою парової машини. На малих шахтах вугілля доставляли в цебрах, які піднімали коловоротом з кінним приводом.

## Сучасність
Сучасний Ш.т. включає транспортні машини й комунікації, допоміжне обладнання (вантажні, перевантажувальні й розвантажувальні пункти), засоби автоматизації й диспетчеризації, а також засоби технічного обслуговування й ремонту. Залежно від місця роботи розрізняють транспорт на поверхні й підземний Ш.т. Перший з них поділяють на внутрішній (у межах підприємства) і зовнішній.
Основні види підземного Ш.т. — локомотивний, конвеєрний, самохідний на пневмошинному ходу, гравітаційний, скреперний, гідравлічний і пневматичний. Допоміжний Ш.т. — локомотивний або самохідний, монорейковий, моноканатні дороги або ґрунтові дороги з канатною тягою. Перевезення людей здійснюють пасажирськими составами, сформованими зі спец. вагонеток, самохідними машинами на пневмошинному ходу, монорейковими або моноканатними підвісними дорогами, рідше — людськими або вантажо-людськими конвеєрами. На шахтах великої виробничої потужності застосовують скіпові підйомники. На поверхні шахти стрічкові
конвеєри розташовують в закритих галереях на розвантажувальних естакадах. Породу від надшахтної будівлі у відвал перевозять в основному автотранспортом, рідше — за допомогою підвісних канатних доріг, на терикони — спец. вагонетками. На поверхню шахти основний вантаж піднімають за допомогою скіпового або клітьового підйомів. При використанні скіпів (рис. 1) вугілля (порода) надходить до відповідного бункера. Із породного 2 або вугільного 11 бункера вантаж за допомогою коливних живильників 3 по лотках 10 надходить на стрічкові конвеєри 4 або 9. Сторонні предмети видаляють у воронки 8, а потім направляють в автосамоскиди 6. Залізничні вагони 7 навантажують з використанням конвеєра 5. Якщо вантаж піднімають клітями, на поверхні влаштовують горизонтальні приймальні майданчики. Із цією метою в межах шахтної площадки настилають рейкові колії для прийому й обміну навантажених вагонеток на порожні, встановлюють устаткування для їхнього розвантажування.
Монтують засоби для переміщення матеріалів самокатом або за допомогою механічних приводів. Роботи здійснюють таким чином. На початку циклу обміну на стопорі 4 (рис.2) знаходиться порожня вагонетка. У кліть 5 її подають за допомогою штовхачів 2 і 3. Навантажену вагонетку, що вийшла з кліті, переміщують штовхачем 6 до стопора 7 на платформі 8, яку разом із цією вагонеткою установлюють проти колії перекидача 13. Після цього навантажену вагонетку просувають до стопора 12 штовхачем 11 і, якщо перекидач вільний, направляють у нього. Порожню вагонетку штовхачем 14 подають на платформу 1, яку при розвантажуванні чергової
вагонетки просувають до колії кліті, і цикл повторюється. Вагонетки з матеріалом і устаткуванням, що вийшли з кліті, проходять через платформу 8 на дільницю нагромадження, оснащену стропом 9 і штовхачем 10. Аналогічно навантажені вагонетки, призначені для подачі в кліть, нагромаджують із лівого боку і при необхідності подають на дільницю, яку обслуговує штовхач 10. Розчеплення составів здійснюють авторозчіплювачем 15. На поверхні будують також склади для корисної копалини (Див. склади). Устаткування приймальних пристроїв підйомів, засобів для переміщення породи у відвал, навантаження корисної копалини на зовнішній транспорт та ін. механізми розташовують за висотною, горизонтальною та комбінованою схемами (Див. технологічний комплекс поверхні шахти). За ступенем складності системи підземного транспорту поділяють на: — порівняно прості (для крутих пластів); — складні (для горизонтальних пластів); — дуже складні (для пологих та похилих пластів). Характерна особливість складних систем — їхня ступінчастість і значна розгалуженість виробок, якими перевозять вантажі.
За місцем розташування підземний Ш.т. поділяють на привибійний, магістральний і транспорт у вузлах сполучення виробок. Як привибійний транспорт використовують навантажувально-транспортні машини, самохідні вагонетки, скреперні й гідравлічні установки, а при проведенні виробок великого перерізу — автосамоскиди і прохідницькі комплекси (щити). Магістральний Ш.т. представлений локомотивами (у горизонтальних виробках), конвеєрами, канатними й гідравлічними установками (у похилих виробках). На рис. 3 показано типову схему підземного транспорту. Гірничу масу з прохідницьких вибоїв переміщують у вагонетках локомотивом 1 горизонтальними виробками. Розвантажують состав над ямою 2 стаціонарної підземної станції. Насипний матеріал надходить у бункер, а далі конвеєром 10 похилої виробки й конвеєром 4 виробки горизонту приствольного двору — до скіпового ствола. Для допоміжних вантажів використовують канатний транспорт 9. Вагонетки на приймально-відправочних майданчиках пересувають за допомогою штовхачів 8, 11. Людей перевозять локомотивами 1 і 7 (відповідно відкаточним горизонтом і по виробці горизонту приствольного двору), а також лебідками 3 (похилою виробкою). Насипні вантажі розвантажують над ямою 5. Вагонетки в кліті подають штовхачами 6.
У вузлі сполучення (рис.4) горизонтальної і похилої виробок передача вантажу здійснюється в такій послідовності. Вагонетки 4 з відкидними днищами розвантажують над приймальним бункером 3, для чого використовують спеціальні розвантажувальні криві 5. Потім гірничу масу коливним живильником 2 подають на стрічковий конвеєр 1.
Формування составів різного призначення виконують у приствольних дворах. До транспортних засобів Ш.т. ставлять ряд основних вимог: забезпечення безперебійної роботи підготовчих вибоїв, висока маневреність, швидкість транспортування, простота керування, комфортність і безпечність умов для обслуговчого персоналу, мінімальні транспортні витрати, малі габарити. Перспективи розвитку Ш.т. пов'язують із конвеєризацією (самохідні, крутопохилі та телескопічні конвеєри, конвеєри зі змінною геометрією для криволінійних виробок), зменшенням пунктів перевантаження. Рівень конвеєризації на вітчизняних вугільних шахтах планується довести до 30 % по горизонтальних виробках і до 100 % — по похилих. На вугільних шахтах поряд з електровозами перспективи застосування мають дизелевози, а на рудниках — навантажувально-транспортні машини на пневматичному ходу й самохідні вагони. Нові транспортні машини проектуються з гідравлічними приводами, вбудованою апаратурою автоматизації, системами
освітлення, зв'язку та ін.